# أبولينار بروي أييرا
أبولينار بروي أييرا ‏ (3 يوليو 1845 - 7 أبريل 1905 في مدريد) ملحن من إسبانيا.